# Mariner 10
Mariner 10 (pol. „Żeglarz 10”) – ostatnia bezzałogowa sonda kosmiczna z programu Mariner wystrzelona 3 listopada 1973 roku przez amerykańską agencję kosmiczną NASA. Została wysłana około dwa lata po tym jak Mariner 9 dotarł do Marsa. Głównym celem misji były badania atmosfery (jeśli taka istnieje), powierzchni oraz charakterystyki fizycznej Merkurego. Cel poboczny to wykonanie podobnych badań podczas przelotu w pobliżu Wenus. To pierwszy pojazd zbudowany przez człowieka, który dotarł do Merkurego. Kolejny – sonda MESSENGER – zbliżył się do planety dopiero po 33 latach od misji Marinera 10.

## Budowa i wyposażenie
Masa startowa sondy wynosiła 502,9 kg (wliczając w to 29 kg paliwa i azotu wykorzystywanego do kontroli położenia statku). Całkowita masa instrumentów naukowych wynosiła 79,4 kg. Kadłub miał kształt graniastosłupa o ośmiokątnych podstawach, jego wysokość wynosiła 46 cm, a średnica 1,39 m. Sondę wyposażono w dwa panele baterii słonecznych, umieszczone po przeciwnych stronach kadłuba; rozpiętość Marinera 10 po ich całkowitym rozłożeniu wynosiła 8 m. Baterie dostarczały maksymalnie 820 W mocy. Ze względu na konieczność ochrony takich ogniw przed oddziaływaniem nadmiernego strumienia promieniowania, w miarę zbliżania się do Słońca oba skrzydła były stopniowo ustawiane coraz bardziej ukośnie względem padającego światła. Prócz tego cały kadłub był chroniony specjalną osłoną cieplną. Sonda została wyposażona w silnik rakietowy o ciągu 222 N napędzany hydrazyną. Dane były transmitowane z maksymalną szybkością 117,6 kb/s.
Mariner 10 wyposażony był w następujące instrumenty naukowe:
- 2 kamery telewizyjne wyposażone w teleskopy Cassegraina o średnicy zwierciadła 150 mm
- radiometr podczerwieni
- 2 różnego typu spektrometry ultrafioletu
- 2 magnetometry
- teleskop do badania cząstek naładowanych
- analizator plazmy

## Próba techniczna
Dla sprawdzenia aparatury przed wypełnieniem zasadniczej misji próbnik sfotografował okolice północnego bieguna Księżyca, a więc tereny, które dotychczas znane były z fotografii obciążonych zniekształceniami wynikającymi z kąta pod jakim wykonywano zdjęcia. Próba ta przyniosła w tym przypadku istotne rezultaty poznawcze.

## Spotkanie z Wenus
Podczas lotu w kierunku Wenus wystąpiły liczne kłopoty techniczne, między innymi awaria anteny parabolicznej i systemu kontroli położenia, mimo to sonda kontynuowała swą misję. W styczniu 1974 sonda wykonała obserwacje w ultrafiolecie komety Kohoutka. By dotrzeć do Merkurego, Mariner 10 wykorzystał asystę grawitacyjną Wenus, zbliżając się do niej 5 lutego 1974 roku na najmniejszą odległość 5768 kilometrów. Za pomocą filtru do bliskiego nadfioletu, sonda po raz pierwszy sfotografowała niewidoczne w świetle widzialnym szczegóły pokrycia wenusjańskich chmur, a także wykonała kilka innych obserwacji atmosfery, dostarczając na Ziemię łącznie 4165 zdjęć. Można było na nich rozpoznać ogólne kształty układów szczytowych partii chmur czy raczej warstw aerozoli. Uzyskano również wiele innych danych naukowych.

## Badania Merkurego

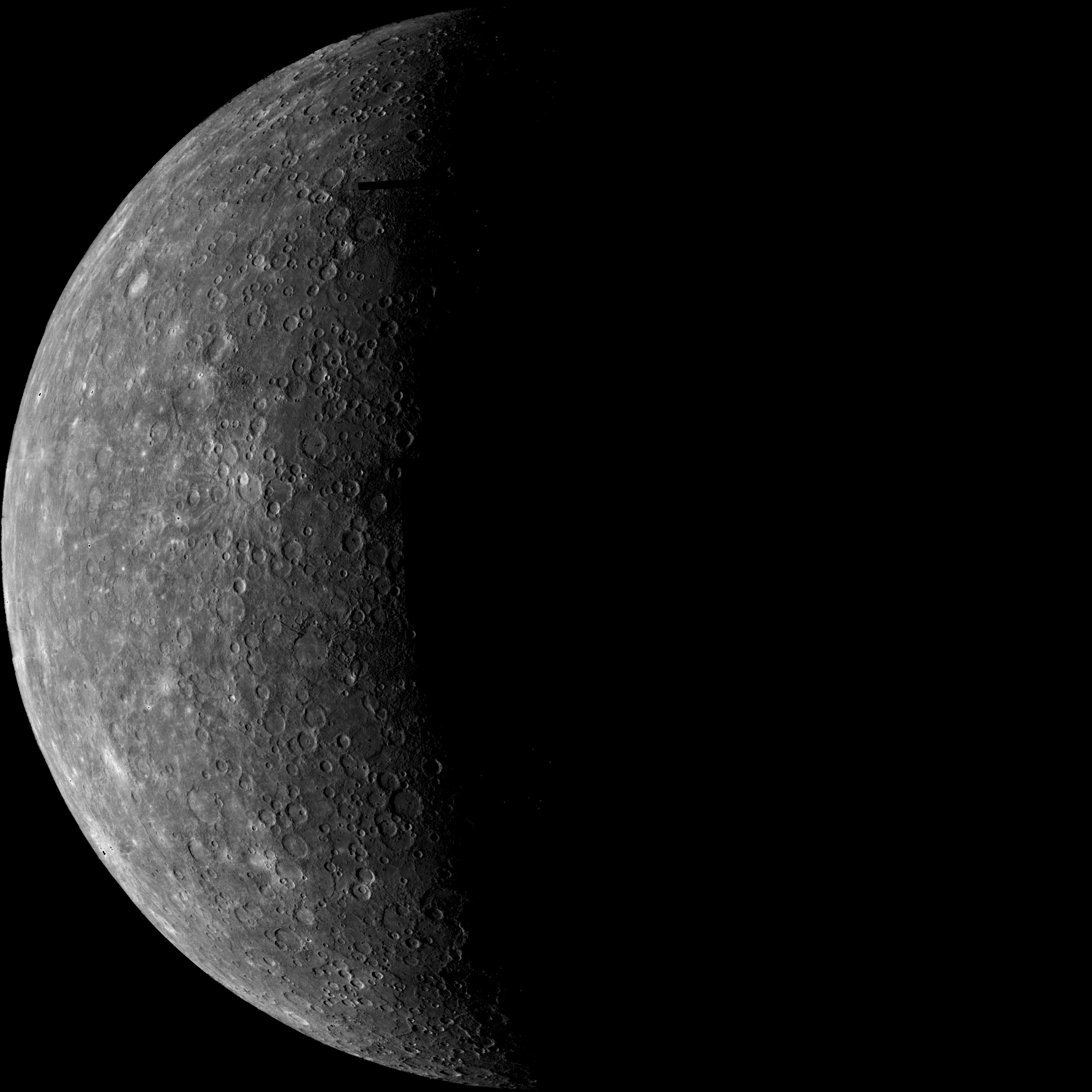
Zdjęcie Merkurego wykonane przez sondę 24 marca 1974

Trzy przeloty w pobliżu Merkurego nastąpiły 29 marca i 21 września 1974 oraz 16 marca 1975. Sonda wykonała mapy ok. 40-45% powierzchni planety (wskutek powolnej rotacji Merkurego, pozostała część podczas wszystkich przelotów Marinera pozostawała ukryta w ciemnościach), zaś wskazania umieszczonego na niej radiometru ukazały, że w nocy temperatura na Merkurym wynosi zaledwie –183 °C, natomiast w ciągu dnia wzrasta do maksymalnie 187 °C. Z kolei magnetometr Marinera wykazał, że planeta posiada słabe pole magnetyczne. Dane odebrane z sondy dowiodły, że Merkury posiada duże, bogate w żelazo jądro. Otrzymano ponad 2500 zdjęć powierzchni Merkurego. Ich zdolność rozdzielcza była mniej więcej taka sama, jak fotografii Księżyca wykonywanych przez teleskopy na Ziemi. Zostały one wykorzystane nie tylko do poznania wyglądu powierzchni Merkurego, ale również ustalenia usytuowania osi obrotu planety.
Pierwsze spotkanie Marinera 10 z Merkurym miało miejsce 29 marca 1974 o godzinie 20:47 czasu uniwersalnego w odległości 703 kilometrów. Po obiegnięciu Słońca, podczas gdy planeta wykonała dwa okrążenia, sonda ponownie przeleciała obok Merkurego 21 września 1974, tym razem w większej odległości 48 069 km. Trzecie, ostatnie i zarazem największe zbliżenie Mariner 10 wykonał 16 marca 1975 w odległości tylko 327 km. Łączność z sondą przerwano 24 marca 1975, po całkowitym wyczerpaniu zapasu azotu z systemu kontroli położenia statku.

## Przebieg lotu
- 3 listopada 1973 – 05:45 UT – start
- 5 lutego 1974 – 17:01 UT – najbliższe spotkanie z Wenus (5768 km)
- 29 marca 1974 – 20:47 UT – pierwsze zbliżenie do Merkurego (703 km)
- 21 września 1974 – drugie zbliżenie do Merkurego (48 069 km)
- 16 marca 1975 – trzecie zbliżenie do Merkurego (327 km)
- 24 marca 1975 – przerwanie łączności z sondą

## Podsumowanie misji
Mariner 10 był pierwszą sondą, która dotarła do Merkurego, pierwszą sondą badającą podczas jednego lotu dwie planety, pierwszą sondą, która wykorzystała przyciąganie grawitacyjne jednego obiektu, by osiągnąć inny cel, pierwszym pojazdem wykorzystującym wiatr słoneczny do kontroli swego położenia, a także pierwszą sondą, która powróciła do planety po pierwszym spotkaniu.
Całkowity koszt misji wyniósł około 100 milionów USD.